# Sora (Kingdom Hearts)
Sora (japonés: ソラ) es el protagonista principal de la serie de videojuegos Kingdom Hearts de Square Enix y Disney. Presentado en el primer juego de Kingdom Hearts en 2002, Sora es retratado como un adolescente alegre que vive en las Islas del Destino y ha sido el mejor amigo de Riku y Kairi desde la infancia. Cuando planean emprender un viaje para ver otros mundos, son separados por criaturas conocidas como Sincorazón, y Sora obtiene un arma llamada Llave Espada. Tras ello, el Pato Donald y Goofy lo reclutan en su viaje a través de varios mundos para ayudar a su rey, Mickey Mouse, mientras Sora busca a sus amigos. En el camino, el trío protege los mundos que visitan de los Sincorazón y otros villanos.
Sora fue diseñado inicialmente por el director de la serie Kingdom Hearts y diseñador de personajes Tetsuya Nomura, durante una discusión entre Disney y Square sobre quién debería ser el protagonista de la serie. Queriendo un personaje original, Nomura hizo varios bocetos de Sora hasta que el diseño obtuvo la aprobación de Disney. A lo largo de la serie, Sora ha sido interpretada por Miyu Irino en la versión original japonesa, Haley Joel Osment en la versión en inglés, y Adolfo Moreno en la versión española de Kingdom Hearts II (siendo dicho juego la única aparición del personaje hasta la fecha bajo el doblaje español). Para su representación como un niño en la precuela Kingdom Hearts Birth by Sleep, Takuto Yoshinaga y Luke Manríquez interpretaron a Sora en japonés y en inglés, respectivamente.
El personaje de Sora ha recibido una respuesta crítica generalmente positiva debido a su cálida personalidad y espíritu aventurero. Su crecimiento personal y marcial en la serie también recibió elogios, especialmente en su aparición en Kingdom Hearts II. Desde su debut en el primer Kingdom Hearts, se volvió un personaje popular entre la comunidad de videojuegos, con altas clasificaciones entre las encuestas de popularidad de personajes.

## Concepto y creación

### Concepto y diseño originales
Sora fue diseñado por Tetsuya Nomura como el protagonista de Kingdom Hearts. Originalmente, no estaba programado para ser el protagonista, ya que Disney quería que el Pato Donald desempeñara el papel, mientras que Square quería a Mickey Mouse. Nomura diseñó a Sora con los conceptos de los personajes de Disney en mente, basando su atuendo en los guantes blancos característicos de Mickey Mouse, pantalones cortos rojos y zapatos amarillos gigantes. Sora originalmente manejaba un arma que se asemejaba a una motosierra; sin embargo, el arma no fue bien recibida por Disney, lo que llevó a Nomura a rediseñar el arma en una llave espada. También fue diseñado con características similares a las de un león, que se eliminaron porque el personal consideró que eran similares a las del protagonista de Final Fantasy IX, Yitán Tribal. El diseño se volvió a trabajar después de una charla con el personal de Disney, y Nomura lo terminó después de una noche de trabajo. Debido a que Sora era un personaje nuevo en el primer Kingdom Hearts, Square agregó personajes de Final Fantasy que apoyan al protagonista.
Uno de los conceptos principales del personaje de Sora en la serie es que, según Nomura, es un chico normal en lugar de un ser sobrenatural, aunque está profundamente conectado con otros personajes de la serie. Con Sora, Nomura quiso dar a los jugadores el mensaje de que, aunque no sean "personas importantes", tienen la oportunidad de lograr grandes cosas. Esto se enfatizó en el final secreto de Kingdom Hearts Birth by Sleep, que Nomura esperaba que los jugadores encontraran porque mostraba el potencial de Sora para influir en la vida de todos. En las primeras versiones del desarrollo de Birth by Sleep, Nomura pensó que Ventus en realidad sería Sora antes de renacer, pero debido a los comentarios negativos del extranjero, esa trama se descartó. Nomura ha declarado que el nombre de Sora puede interpretarse como "cielo", ya que la palabra japonesa "sora" (空) significa "cielo". Este nombre también fue elegido para simbolizar el papel de Sora y su personalidad, así como su estrecha relación con Riku y Kairi, haciendo que sus tres nombres juntos sean "cielo, tierra y mar". Nomura también lo describió con una personalidad extrovertida, lo que le permite hacer amigos a lo largo de la serie. De todos los personajes que ha diseñado, Nomura llamó a Sora su favorito, describiéndolo como "especial" después de haber trabajado para desarrollar el personaje en muchos juegos. El nombre de Noctis Lucis Caelum de Final Fantasy XV es también una referencia a Sora; Sora y Caelum significan "cielo" en sus respectivos idiomas, y Nomura consideraba a Noctis como su último "hijo". Cuando Kingdom Hearts II incluyó una nota con la letra de Sora, Nomura la escribió él mismo.

### Desarrollo
Después del primer Kingdom Hearts, a Nomura le preocupaba que los jugadores no estuvieran contentos de que Sora comenzara Kingdom Hearts II como un personaje débil con pocos poderes que una vez más tenía que subir de nivel como el primer título. Por lo tanto, Nomura desarrolló la trama de Kingdom Hearts: Chain of Memories para explicar cómo Sora pierde sus habilidades en el Castillo del Olvido y luego comienza de nuevo. Además, se agregó un nuevo misterio en Chain of Memories sobre los recuerdos de Sora de Villa Crepúsculo, que se explicaría en Kingdom Hearts II. Sora recibió un nuevo atuendo para reflejar el tiempo que pasó entre Kingdom Hearts y Kingdom Hearts II. El equipo a cargo de Kingdom Hearts II expresó dificultades para animar la forma de conducción "Valiente" de Sora por tener un movimiento completamente diferente, excepto en la animación de caminar de Sora, que se comparte con su movimiento normal. La Anti-Forma también se hizo para centrarse en el lado oscuro de Sora del primer Kingdom Hearts, donde se transforma temporalmente en un Sincorazón. En cuanto a la jugabilidad, la forma fue creada para ser poderosa y problemática. Las peleas que Sora tiene con Roxas y Xemnas estaban destinadas a sorprender a los jugadores, especialmente en este último cuando el jugador pierde el control de Sora y tiene a Riku para salvarlo.
Después de terminar Kingdom Hearts II, Nomura quiso darle a Sora un descanso de la serie para poder enfocar los siguientes juegos en otros personajes. Además, los eventos de los finales de Coded y Birth by Sleep insinuaron un nuevo misterio sobre el personaje de Sora, que sería revelado en Kingdom Hearts III. Aunque Nomura declaró en marzo de 2010 que Sora volvería a ser el foco del próximo título, Kingdom Hearts 3D: Dream Drop Distance, afirmó que Sora lo compartiría con otro personaje de gran importancia. Los cambios entre los personajes del jugador Sora y Riku a lo largo del juego estaban destinados a contrastar el estilo de Kingdom Hearts Birth By Sleep, que permitía al jugador usar tres personajes en sus propias historias, así como explicar la palabra "Distancia" en el título, puesto que los dos personajes nunca interactúan en sus historias. Nomura declaró que los temas del juego eran la confianza y la amistad, y que al igual que Birth by Sleep, la historia está a la par con la de un título numerado. Como resultado de la trama del juego, tanto Sora como Riku aparecen en sus formas más jóvenes del primer juego de Kingdom Hearts. Para evitar conceptos erróneos de que Dream Drop Distance era una nueva versión del juego original, Nomura decidió cambiar los atuendos de Sora y Riku durante la mayor parte del juego.
En respuesta a los rumores que decían que la historia de Sora terminaría en Kingdom Hearts III, Nomura respondió que Sora es el protagonista de la serie y que su papel terminará una vez que termine la serie. Para este juego, Nomura estaba interesado en darle a Sora un nuevo atuendo, pero le preocupaba hacerlo debido a la popularidad del atuendo de Kingdom Hearts II del personaje. Al final, decidió crear uno nuevo ya que Kingdom Hearts III era un nuevo título numerado. Nomura también reveló que Sora tiene las mismas proporciones que en juegos anteriores; sin embargo, "disminuyeron el volumen de su cabello—no siendo tan salvaje". Con respecto a la actualización de la apariencia de Sora en Kingdom Hearts II, Nomura señaló que la base para el diseño resultante es una mezcla entre los trajes de Sora para Kingdom Hearts II y Dream Drop Distance, uno que es "mucho más elegante y deportivo" ya que "hace a Sora mucho más acrobático y con movimientos orientados a la acción". Las nuevas habilidades de Sora en Kingdom Hearts III' se inspiraron en las de Terra de Kingdom Hearts II Final Mix y Birth by Sleep para sorprender a los jugadores con nuevos poderes relacionados con la Llave Espada, con otras habilidades influenciadas por los poderes de Sora y Riku de Dream Drop Distance. Para el mundo de Monsters, Inc., Nomura consideró darle a Sora un disfraz de monstruo similar al que usa Boo en la película, pero Pixar dio la idea de convertir a Sora en un monstruo. La etapa final de Sora en Kingdom Hearts III quedó ambigua, aunque Nomura sugirió que podría estar relacionada con el juego de Square Enix The World Ends With You.

## Características
Sora aparece como un niño con cabello castaño puntiagudo que, cuando se presenta por primera vez, viste una camisa roja, pantalones rojos y una chaqueta blanca y azul cubierta por llaveros. Al viajar a ciertos mundos, la apariencia de Sora es alterada por la magia de Donald para adaptarse a diferentes entornos y mantener en secreto su origen de otro mundo; por ejemplo, se convierte en tritón en Atlántica o adquiere un aspecto más aterrador en Ciudad de Halloween. Después de experimentar un crecimiento significativo en Kingdom Hearts II, Sora recibe un nuevo atuendo negro de las hadas Flora, Fauna y Primavera, con el cual, el atuendo de Sora puede cambiar a otros diseños según las elecciones del jugador al luchar. La forma principal de la Llave Espada de Sora es la Cadena del Reino (キングダムチェーン Kingudamu Chen?), pero mediante el uso de llaveros en el juego, la Llave Espada puede asumir una variedad de formas únicas. Durante Kingdom Hearts II, Sora empuña dos llaves espada, cuyas formas dependen del uso de llaveros por parte del jugador.
A lo largo de la serie, Sora es representado como un adolescente alegre que aprecia sus amistades y confía en ellas para su fortaleza. Como resultado, varios de los enemigos de Sora usan a sus amigos como cebo para usar su Llave Espada para sus propósitos. Durante el primer juego, se descubre que Sora no estaba destinado a empuñar la Llave Espada, y que solo lo elige en ausencia de su propietario previsto, Riku. Sin embargo, la mayor fuerza de corazón de Sora hace que la Llave Espada rechace a Riku a favor de Sora.

## Apariciones

### SerieKingdom Hearts

#### Kingdom Hearts
En Kingdom Hearts, Sora, Riku y Kairi planean dejar su hogar en las Islas del Destino para explorar nuevos mundos. Cuando se separan para ello, la isla es atacada por los Sincorazón; en el proceso, Sora obtiene una Llave Espada que utiliza para eliminar a los Sincorazón. Tras desaparecer su mundo y llegar a Ciudad de Paso, Sora se alía con el Pato Donald y Goofy, quienes están bajo instrucciones de su rey desaparecido, Mickey Mouse, para seguir al portador de la Llave Espada. Los tres viajan por mundos en su Nave Gummi en busca de sus amigos desaparecidos, sellando en el camino las "cerraduras" de los mundos para protegerlos de ser consumidos por los Sincorazón. Se enfrentan a una alianza de villanos de Disney liderada por Maléfica, que busca a las Siete Princesas del Corazón para desbloquear el ojo de la cerradura que conduce a "Kingdom Hearts", un depósito de conocimiento y poder, y la fuente de todos los corazones. Riku, que ha estado bajo la vigilancia de Maléfica, pelea con Sora en varias ocasiones bajo la creencia de que Sora lo ha reemplazado con nuevos amigos. Mientras el grupo viaja a Bastión Hueco y derrota a Maléfica, Riku es poseído por Ansem, quien revela que el corazón de Kairi está en el cuerpo de Sora. Para salvar a Kairi, Sora se empala a sí mismo con la Llave Espada de Ansem, transformándose brevemente en un Sincorazón antes de que Kairi devuelva a Sora a su forma humana. Después de llevar a Kairi a un lugar seguro, Sora, Donald y Goofy derrotan a Ansem en la puerta abierta de Kingdom Hearts. Desde el interior de la puerta, Mickey y Riku ayudan a Sora y sus amigos a cerrarla para evitar que los Sincorazón del interior escapen, con Mickey y Sora usando sus llaves espada para cerrar la puerta. Separados nuevamente de sus amigos, Sora, Donald y Goofy continúan su búsqueda para reunirse con Riku y Mickey.

#### Kingdom Hearts: Chain of Memories
En Kingdom Hearts: Chain of Memories, Sora y sus amigos se topan con una fortaleza conocida como Castillo del Olvido, donde el grupo de la Organización XIII obliga a Naminé a manipular sus recuerdos para convertir a Sora en su esclavo. Después de que Sora y sus amigos derrotan a los miembros de la Organización que controlan el castillo, Naminé ayuda a restaurar los recuerdos del trío a su estado antes de entrar en el Castillo del Olvido, a costa de sus recuerdos de los eventos vividos en el castillo. Esto requiere que duerman en el castillo para que se complete la restauración de los recuerdos.

#### Kingdom Hearts II
En Kingdom Hearts II, Sora vuelve a despertar junto con Donald y Goofy en Villa Crepúsculo una vez que su Incorpóreo, Roxas, se fusiona con él. Visitan al maestro de Mickey, Yen Sid, de quien se vuelven a familiarizar con la Organización XIII. Sora se embarca con Donald y Goofy para encontrar a Riku y al Rey Mickey, atravesando mundos nuevos y desconocidos para eliminar la amenaza de los demás Sincorazón, Incorpóreos y villanos locales. Al enterarse de que la Organización ha secuestrado a Kairi para obligar a Sora a reunir más corazones para ellos, el grupo de Sora se reúne con Mickey y llega a la fortaleza de la Organización en el Mundo Inexistente, donde se reencuentran con Kairi y Riku. Después de separarse de los demás, Sora y Riku derrotan a Xemnas, el líder de la Organización, después de lo cual aparece una puerta que les permite reunirse con sus amigos en las Islas del Destino.

#### Kingdom Hearts 358/2 Days
Sora hace una aparición menor en Kingdom Hearts 358/2 Days, cuya historia en mayor parte transcurre mientras duerme para recuperar sus recuerdos perdidos de los eventos de Chain of Memories; también se establece que Xion, una réplica experimental de Roxas creada por la Organización XIII, sin darse cuenta obstaculiza el proceso de restauración hasta que ella se une a él.

#### Kingdom Hearts coded
En Kingdom Hearts coded, un programa de computadora basado en la imagen de Sora sirve como protagonista principal del juego, descubriendo la verdad detrás de un mensaje misterioso que se encuentra dentro del diario de Pepito Grillo.

#### Kingdom Hearts Birth by Sleep
Un Sora de cuatro años aparece en la precuela, Kingdom Hearts Birth by Sleep, jugando con Riku en las Islas del Destino; después de que Ventus, uno de los protagonistas, tiene el corazón dañado luego de un enfrentamiento con su lado oscuro, Vanitas, su corazón encuentra el camino hacia Sora, quien lo acepta en su propio corazón. En el final secreto del juego, ambientado después de los eventos de Kingdom Hearts II, Ansem el Sabio le cuenta a Aqua sobre las aventuras de Sora y cómo puede ayudar a todas las personas conectadas con él. En la escena final, Sora decide salvarlos después de leer la carta de Mickey.

#### Kingdom Hearts 3D: Dream Drop Distance
En Kingdom Hearts 3D: Dream Drop Distance, Sora y Riku realizan un examen para convertirse en Maestros de la Llave Espada en respuesta al regreso de Xehanort. Los dos son enviados a despertar varios mundos sumergidos en el sueño tras la derrota de Ansem. Sora es atraído a un sueño profundo por las encarnaciones de Xehanort, quienes planean convertirlo en un recipiente para el corazón de Xehanort. Riku y sus amigos salvan a Sora y lo llevan de regreso a la torre de Yen Sid, donde Riku se sumerge en el corazón de Sora y lo despierta. Debido a su fracaso, Sora no alcanza el rango de Maestro de la Llave Espada.

#### Kingdom Hearts 0.2 Birth by Sleep – A Fragmentary Passage
Al final de Kingdom Hearts 0.2 Birth by Sleep - A Fragmentary Passage, Yen Sid revela que Sora ha perdido la mayoría de sus poderes como consecuencia del intento de posesión de Xehanort y le aconseja que busque a Hércules, que ha pasado por una experiencia similar.

#### Kingdom Hearts III
En Kingdom Hearts III, Sora emprende un viaje para recuperar su fuerza, particularmente el "poder de despertar" (眠りし心を解放する力 Nemurishi Kokoro wo Kaihō-suru Chikara , lit. "Poder para liberar un corazón dormido"?), requerido para restaurar los corazones de Ventus, Aqua y Terra mientras busca una oportunidad para restaurar a Roxas. Sora se enfrenta con el Maestro Xehanort y los trece buscadores de la nueva Organización XIII. Aunque las misiones de Sora terminan en fracasos, al encontrar el cuerpo de Vanitas, Sora logra usar adecuadamente su fuerza y restaurar a Ventus. Sora y los otros portadores de Llaves Espadas van al Cementerio de Llaves Espada para luchar contra Xehanort, pero casi mueren por la cantidad de Sincorazón. Después de ser restaurado por Naminé, Sora usa su poder de despertar para dar a sus amigos otra oportunidad con la ayuda de Kairi. Después de su regreso al Cementerio, Sora logra restaurar a Terra y derrotar a la Organización con el grupo. Sin embargo, el Xehanort original mata a Kairi, lo que hace que lo siga hasta su ciudad natal, donde Xehanort acepta la derrota después de ir al más allá, dándole a Sora su Llave Epada χ. Sora usa su poder de despertar para restaurar a Kairi a pesar de conocer los riesgos de su uso excesivo, lo que hace que desaparezca de la existencia.
Después, como se muestra en el DLC Kingdom Hearts III Re Mind, Sora se encuentra en el Mundo Final, donde es abordado por un joven, Yozora, quien afirma que fue enviado para salvarlo. Los dos terminan en un mundo diferente, Quadratum, donde se involucran en una feroz batalla.

#### Kingdom Hearts: Melody of Memory
En el juego de acción rítmica Kingdom Hearts: Melody of Memory, Kairi recuerda las aventuras de Sora en un mundo de sueños que crea dentro de su propio corazón para buscar pistas sobre su paradero. Hacia el final de su sueño, Kairi se enfrenta a una ilusión de Xehanort, quien casi la domina hasta que Sora toma el control de su cuerpo de forma remota y lo derrota.

#### Kingdom Hearts IV
Sora regresará como personaje central en Kingdom Hearts IV. En el tráiler del juego, se ve a Sora despertando en el mundo de Quadratum, donde lucha contra un Sincorazón gigante.

#### Otros títulos
Sora aparece como el personaje jugable del juego Kingdom Hearts V CAST, una historia fuera del canon de la serie principal, en la que Sora va en solitario en busca de sus amigos tras haberse separado de ellos mientras viajaban en la Nave Gummi.
Una versión de avatar de dibujos animados en 2D de Sora con su atuendo original en Kingdom Hearts está presente en el servicio de redes de juegos sociales basado en la comunidad en línea, Kingdom Hearts Mobile.

### Otras apariciones
Sora aparece en varias adaptaciones de medios de Kingdom Hearts, incluida una serie de manga escrita por Shiro Amano y una serie de novelas de Tomoko Kanemaki, que adaptan su papel en los videojuegos.
Fuera de Kingdom Hearts, Sora apareció como contenido descargable gratuito por tiempo limitado en el juego World of Final Fantasy en enero de 2017.
En 2019, Sora apareció en el juego móvil Disney Emoji Blitz para conmemorar el lanzamiento de Kingdom Hearts III.
Sora aparece como un personaje jugable en el juego de lucha Super Smash Bros. Ultimate, a través de contenido descargable que se lanzó el 18 de octubre de 2021.
En una colaboración entre Square Enix y la marca de moda japonesa SuperGroupies, la imagen de Sora se usó para crear ropa basada en su diseño de Kingdom Hearts III.

## Recepción

### Popularidad

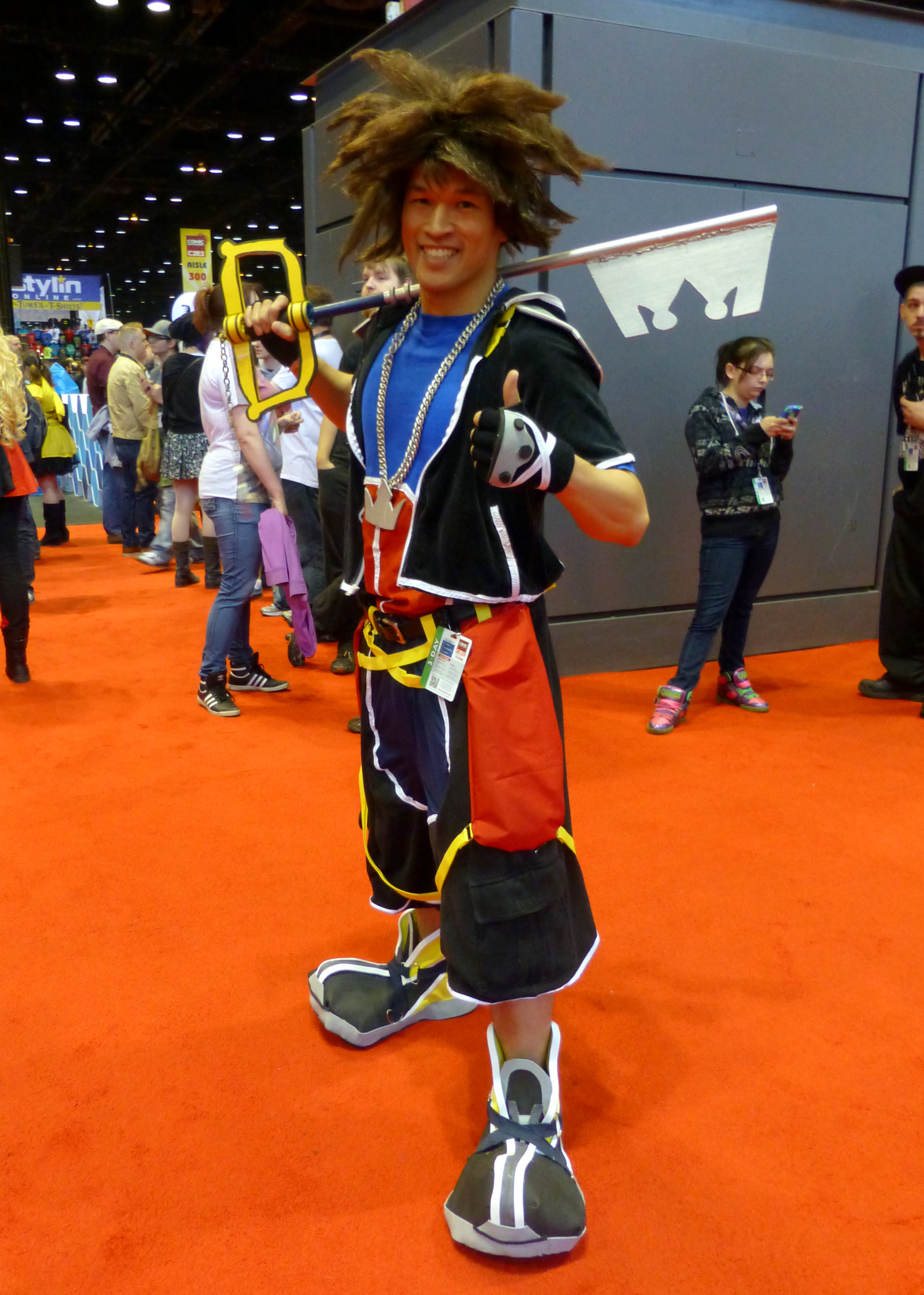
Fanático con cosplay de Sora.

El personaje de Sora fue muy bien recibido por los medios de videojuegos. En enero de 2010, Famitsu presentó a Sora como el quinto personaje más popular de todos los tiempos entre sus lectores. También lo presentaron en la portada del número #1105, mostrando sus muchas apariciones a lo largo de los años. UGO Networks colocó a Sora en el decimonoveno lugar en su lista de "Los 25 mejores personajes japoneses de juegos de rol" llamándolo un personaje "carismático y visualmente interesante". Aunque no llegó a estar entre los diez clasificados de "Top Ten: List of Videogame Characters" de Electronic Gaming Monthly, Sora se destacó por su creciente popularidad. En un a encuesta de ASCII Media Works en la que los fanáticos votaron para seleccionar a qué personaje de videojuego o manga les gustaría nombrar a sus hijos, el nombre de Sora quedó en segundo lugar en la categoría masculina. En una encuesta de Famitsu de 2011, Sora fue votado como el personaje de Kingdom Hearts más popular, y su lucha contra Roxas de Kingdom Hearts II también figura como la mejor escena de la serie. El personal de GamesRadar clasificó a Sora en el puesto 53 en sus "100 mejores héroes en videojuegos", publicado en 2013. En 2016, el personal de Glixel clasificó a Sora como el trigésimo personaje de videojuegos más icónico del siglo XXI. En 2019, Chris Penwell de PlayStation LifeStyle nombró a Sora como su personaje favorito por tener "una personalidad identificable". También ocupó el puesto 15 en la encuesta de Game Informer de los mejores personajes de la década de 2000. Sora tiene la mayor cantidad de apariciones como héroe en los juegos de rol de Square Enix, según "Los récords en poder de los personajes de portada de Gamer's Edition 2020" de Guinness World Records. En 2021, HobbyConsolas también incluyó a Sora en sus "Los 30 mejores héroes de los últimos 30 años".
Se han lanzado varios tipos de merchandising basados en el personaje de Sora. Hay varios tipos de figuras de acción que muestran a Sora con una apariencia diferente, como su forma original, el diseño de Kingdom Hearts II y otras variantes. Otros accesorios incluyen peluches, llaveros, botas, collares, cubos, correas para teléfonos y estuches para teléfonos. En octubre de 2021, durante la revelación del tráiler del vigésimo aniversario de Kingdom Hearts, se hizo una mercancía de Sora basada en Ichiban Kuji para ser lanzada en 2022. En ese mismo año, Square Enix también hizo un bolso de mano y tamagotchi, que representan a Sora.

### Recepción crítica
Los críticos y los fanáticos generalmente han elogiado a Sora. Cuando Sora se reveló por primera vez en 2002, Giancarlo Varanini de GameSpot lo consideró como "una amalgama apropiada de los universos de Square y Disney". También señaló cómicamente que Sora "no parece gran cosa, pero ya sabes cómo funciona". Un escritor de 1UP.com llamó a Sora "uno de mis personajes de Square favoritos de todos los tiempos", elogiando su personalidad alegre. Gamasutra comentó sobre el viaje de Sora a lo largo de la serie en su función "El nacimiento del coleccionismo: el arquetipo de Osiris en los juegos", por Jason Johnson; mientras comparaba a Sora con Isis, Johnson encontró atractiva la aventura de Sora. IGN elogió el carácter resistente de Sora, señalando cómo un "joven" tan ordinario podía enfrentar sus desafíos durante sus aventuras por el bien de la amistad, mientras que Nicole Monet Kirk de RPGFan lo etiquetó como un "héroe extremadamente agradable". Además, en el libro "Interactive Storytelling for Video Games" ("Cuentacuentos interactivos para videojuegos"), se observa que, si bien Sora sigue un "arquetipo de héroe estándar", su personaje se vuelve más creíble y fuerte cuando se preocupa por el destino de sus amigos. Louis Bedigian de GameZone mencionó que "Sora tenía algo que rara vez se encuentra en los personajes de videojuegos: profundidad", también alabando su papel en Kingdom Hearts. Bryan Vore de Game Informer encontró que en Kingdom Hearts II, Osment ha mejorado en la expresión del personaje, alabando su trabajo. Ocupó el tercer lugar en el "Top 5 de los protagonistas de juegos de rol más irritantes" de 1UP.com, con el escritor Bob Mackey comentando que es "una versión humana de Mickey Mouse", criticando su atuendo original y su relación con Riku y Kairi, y encontrándolo menos popular que los personajes de Disney que aparecen en la serie.
Julia Reges de AllGame comentó que las transformaciones de Sora en los diversos mundos de Disney en Kingdom Hearts II eran entretenidas debido a lo variadas que son. También al revisar Kingdom Hearts II, Greg Bemis de G4TV elogió el desarrollo de Sora en el juego, incluido su crecimiento y el hecho de que cada uno de sus ataques del título son entretenidos. Aunque Computer and Video Games también encontró una mejora en los movimientos de Sora debido a las secuencias realizadas con los comandos de reacción, encontrándolos "bastante sencillos". Cortney Stone de RPGamer declaró que Sora ahora se movía "como un luchador acrobático perfeccionado" en contraste con su "incomodidad adolescente" vista en el primer Kingdom Hearts, y comentó que la transformación de Sora en un león visto en la secuela era agradable. Su nuevo atuendo también fue bien recibido por GameSpy, quien consideró que era una mejora del original que parecía un "vestuario del armario de Mickey Mouse". GamesRadar tenía opiniones similares y se centró particularmente en la transformación de Sora y sus nuevas habilidades. Game Informer vio las formas de conducción de Sora, así como sus técnicas combinadas con otros personajes, como una de las mejores adiciones al juego. Sora también recibió comentarios negativos sobre su caracterización: en enero de 2007, Game Informer incluyó a Sora como el cuarto "tonto más grande" de 2006, citando las partes que canta en Atlántica en Kingdom Hearts II.
Aunque IGN también elogió el crecimiento de Sora en Kingdom Hearts II en su artículo "Kingdom Hearts III: The IGN Concept", afirmaron que para hacer que su papel en una futura secuela sea más entretenido, necesitaría más desarrollo para que "tenga confianza, recogidos y comprometidos con las tareas a realizar". Tanto IGN como Anime News Network dijeron que las historias de Sora y Riku en Dream Drop Distance eran solo una preparación para su crecimiento en Kingdom Hearts III. También comentando sobre su papel en una futura secuela, GamesRadar declaró que sería necesario que el personaje de Sora fuera mayor para que la historia fuera más madura, pero Allegra Frank de Polygon sintió que la caracterización de Sora en Kingdom Hearts III estaba "apagada". En retrospectiva, Paste Magazine encontró que la historia de Sora y los vínculos con sus otros dos similares eran confusos. Wired consideraba a Sora como un héroe que puede hacer que todo sea posible y quería que esto se volviera a hacer en Kingdom Hearts III, con la esperanza de que mantuviera sus rasgos agradables. Los críticos criticaron la relación entre Sora y Kairi, criticando el papel continuo de esta última como una damisela en apuros para ser rescatada por el primero, en lugar de una aliada. RPGamer criticó el viaje de héroe de Sora por ser minimizado en contraste con los mundos finales. El destino de Sora al final fue objeto de análisis debido a su aparente muerte después de salvar a Kairi hasta el punto de que GameRevolution declaró que Kingdom Hearts III no le dio a la audiencia el final feliz que esperaban a pesar de terminar el arco de Xehanort. Con el final de Re Mind, GameInformerdijo que la caracterización de Sora ha sido pobre, ya que realmente no pasa por un arco de personaje a pesar de aparecer en varios juegos hasta el punto de que sigue siendo un alivio cómico comparable a Ash Ketchum de Pokémon y Riku, en cambio, se encuentra con un protagonista más desarrollado, pero como resultado de la tragedia que no quiere que Sora sufra.
Sora fue una opción popular para su inclusión en la lista de Super Smash Bros. entre los fanáticos y numerosos sitios web, incluidos Screen Rant, GamingBolt, Shacknews, IGN, y Siliconera; aunque Jeremy Winslow de Kotaku se opuso a él porque la lista ya incluía demasiados personajes que empuñaban espadas, más tarde admitiendo que Sora era "un poco genial". Kyle Campbell de USA Today y Wesley Leblanc de Game Informer elogiaron la inclusión del personaje y afirmaron que la incorporación de Sora "es una gran decisión" y "perfecta".
Tras la revelación del primer tráiler de Kingdom Hearts IV durante abril de 2022, Polygon notó que había varios fanáticos del personaje que querían saber la verdadera ubicación del apartamento de Sora del mundo de Quadratum, que se basa en gran medida en Shibuya, Japón. Esto llevó al descubrimiento de que fue en el edificio Regno Raffine de Aoyama, Tokio, que Polygon encontró enriquecido por la idea de que Sora viviera allí. También se mostraron los zapatos nuevos de Sora, y los fanáticos tuvieron reacciones mixtas ante él y la pérdida de sus zapatos de payaso.
También ha habido comentarios centrados en los actores de voz de Sora, con Haley Joel Osment, el actor de voz en inglés de Sora, siendo elogiado por los medios. Matt Swidder de Gaming Target, mencionó que Osment "encaja perfectamente con Sora". Por otro lado, se observó que el trabajo de Osment en Re:Chain of Memories tuvo un impacto pobre en su interpretación como el protagonista joven, ya que ya no suena como en el juego Kingdom Hearts original. Louis Bedigian de GameZone comentó sobre el trabajo continuo de Osment en la secuela Kingdom Hearts II. RPGamer todavía elogió la actuación de Osment en el juego, encontrándolo aún adecuado para el protagonista. Koinya lamentó el hecho de que el trabajo de Miyu Irino nunca estuvo disponible para la audiencia occidental, considerándolo talentoso junto a Mamoru Miyano (Riku).